# Dr Kinsey
Pour les articles homonymes, voir Kinsey.
Pour plus de détails, voir Fiche technique et Distribution.
Dr Kinsey (Kinsey) est un film biographique germano-américain écrit et réalisé par Bill Condon, sorti en 2004.
Il décrit la vie et le travail d'Alfred Kinsey (joué par Liam Neeson). Pionnier de la recherche en matière de sexologie, il est connu pour son livre publié en 1948, Sexual Behavior in the Human Male (le premier des Rapports Kinsey), qui fut l'un des premiers ouvrages essayant de traiter scientifiquement du comportement sexuel et de ses conséquences chez les humains. 
Les autres personnages majeurs du film sont interprétés par Laura Linney (nommée pour ce film à l'Oscar de la meilleure actrice dans un second rôle), Peter Sarsgaard et Chris O'Donnell. Dr Kinsey fut nommé pour 40 prix , remportant 19 d'entre eux.

## Synopsis
Au milieu des années 1940, Alfred Kinsey, docteur en biologie enseignant à l'université d'Indiana, décide de mettre en place un questionnaire sur la sexualité et conseille ses étudiants pour les entretiens qu'ils mèneront. Il se remémore alors son enfance, ses relations difficiles avec son père, pasteur, et aussi celles avec Clara qui deviendra son épouse. Dès lors, délaissant la zoologie, il se consacre à l'étude des habitudes sexuelles masculines des Américains. En 1948, aux Etats-Unis, Alfred Kinsey publie un rapport historique sur les habitudes sexuelles de ses compatriotes. Ce document fait l'effet d'une bombe. Pour la première fois, le comportement sexuel humain fait l'objet d'une étude scientifique. Son travail déchaîna les passions et déclencha des polémiques qui font encore rage aujourd'hui.

## Fiche technique
- Titre original : Kinsey
- Titre français : Docteur Kinsey / Dr Kinsey, sous-titré Parlons sexe !
- Réalisation : Bill Condon
- Scénario : Bill Condon
- Musique : Carter Burwell
- Photographie : Frederick Elmes
- Montage : Virginia Katz
- Costumes : Bruce Finlayson
- Décors : Andrew Baseman
- Direction artistique : Nicholas Lundy
- Production : Gail Mutrux
  - Coproduction : Richard Guay
  - Production associée : Valerie Dean et Adam Shulman
  - Production exécutive : Francis Ford Coppola, Kirk d'Amico, Michael Kuhn et Bobby Rock
- Sociétés de production : N1 European Film Produktions GmbH & Co. KG, Pretty Pictures, American Zoetrope et Myriad Pictures, en association avec Qwerty Films
- Société de distribution : Fox Searchlight Pictures, 20th Century Fox Home Entertainment
- Pays d'origine :  États-Unis et  Allemagne
- Langue originale : anglais
- Budget : 11 000 000 $
- Genres : biographie, drame
- Format : couleur / Noir et blanc - 35 mm - 2,35:1 - Dolby Digital
- Dates de sortie :
  - États-Unis : 4 septembre 2004 (Festival de Telluride), 7 octobre 2004 (Festival de Chicago), 20 octobre 2004 (Festival de Hamptons), 12 novembre 2004 (sortie nationale limitée)
  - Canada : 12 septembre 2004 (Festival de Toronto)
  - Allemagne : 24 mars 2005
  - France : 6 avril 2005
  - Belgique : 13 avril 2005
- Sortie DVD : 12 octobre 2005

## Distribution

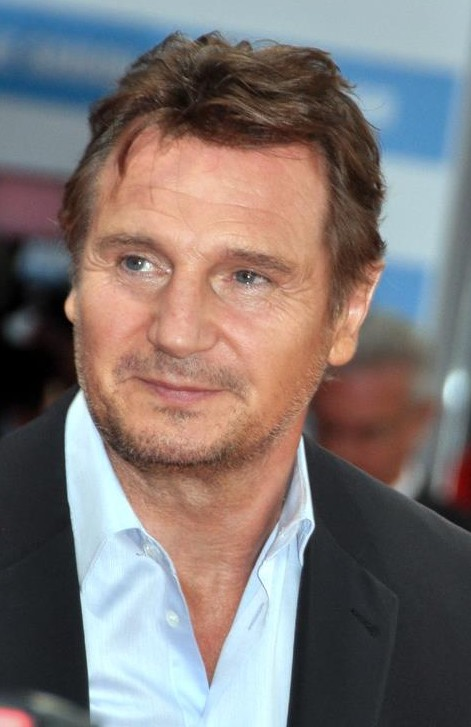
Liam Neeson en 2012

Légende : VF = Version Française  et VQ = Version Québécoise
- Liam Neeson (VF : Philippe Crubezy et VQ : Jean-Luc Montminy) : Alfred Kinsey
- Laura Linney (VF : Danièle Douet et VQ : Valérie Gagné) : Clara McMillen
- Chris O'Donnell (VF : Laurent Natrella et VQ : Gilbert Lachance) : Wardell Pomeroy
- Peter Sarsgaard (VF : Philippe Valmont et VQ : Antoine Durand) : Clyde Martin
- Timothy Hutton  (VF : Jean-Philippe Puymartin et VQ : Alain Zouvi) : Paul Gebhard
- John Lithgow  (VF : Patrick Préjean et VQ : Guy Nadon) : Alfred Seguine Kinsey
- Tim Curry (VF : Bernard Alane et VQ : Denis Mercier)  : Thurman Rice
- Oliver Platt (VF : Nicolas Marié et VQ : Marc Bellier)  : Herman Wells
- Dylan Baker  (VF : Pierre Tessier et VQ : Sylvain Hétu) : Alan Gregg
- Julianne Nicholson : Alice Martin
- William Sadler  (VQ : Éric Gaudry) : Kenneth Braun
- John McMartin : Huntington Hartford
- Veronica Cartwright : Sara Kinsey
- Kathleen Chalfant  (VF : Monique Martial) : Barbara Merkle
- Heather Goldenhersh : Martha Pomeroy
- Dagmara Dominczyk : Agnes Gebhard
- Harley Cross (en) : jeune homme dans le bar gay
- Susan Blommaert : Staff Secretary
- Benjamin Walker (VF : Axel Kiener)  : Kinsey à 19 ans
- Matthew Fahey : Kinsey à 14 ans
- Will Denton (en) : Kinsey à 10 ans
- John Krasinski  (VF : Damien Witecka) : Ben
- Arden Myrin : Emily
- Romulus Linney : Rep B. Carroll Reece
- Katharine Houghton : Mrs. Spaulding
- David Harbour: Robert Kinsey
- Judith J.K. Polson : Mildred Kinsey
- Leigh Spofford : Anne Kinsey
- Jenna Gavigan  (VF : Laëtitia Godès) : Joan Kinsey
- Luke MacFarlane  (VF : Damien Witecka) : Bruce Kinsey
- Mike Thurstlic : Kenneth Hand
- Jarlath Conroy (en) : épicier
- Bill Buell  (VF : Gabriel Le Doze) : Dr Thomas Lattimore
- Michelle Federer : Gall Wasp Class Coed

## Production
- Début de tournage : 28 juillet 2003
- Fin de tournage : 2004

## Accueil

### Accueil critique
Dr Kinsey rencontra un succès critique aux États-Unis; le site agrégateur Rotten Tomatoes donne un score de 90 % basé sur 192 critiques. Sur Metacritic, le film a obtenu un score de 79 %, indiquant des « critiques généralement favorables. »
Christian Jauberty du journal Premiere : « La construction du film est élégante, pleine de jolie idées de mise en scène et de montage. Le résultat est sobre mais pas austère, éducatif sans être pédant, excitant mais jamais graveleux. »
Bruno Bayon du journal Libération : « Qu'attendre d'un film 2005 sur un Rapport sexuel de 1948 signé Condon (sic) et débattant coït, onanisme, vagin, etc. Cassage de couilles en vue. Oui  mais non. Grâce à Liam Neeson. Prestance (...), tempes rasées sous brosse ananas, Neeson en routard du genre épique (Schindler, Michael Collins, Rob Roy) compose un Kinsey plus Beckett que nature (prochain rôle ?), démultiplié en variables ado et vermeil crédibles. »
Jean-Luc Douin du journal Le Monde : « Cette plongée dans une Amérique qui déguise la morale en statistiques et reste obnubilée par la délinquance sexuelle autant que par le racisme s'avère plus passionnante que son traitement cinématographique. De facture assez lourde (...) Dr Kinsey fige les protagonistes dans ce que la biographie à l'hollywoodienne produit de plus académique.»

## Distinctions
Cette section récapitule les principales récompenses et nominations obtenues par le film. Pour une liste plus complète, se référer à l'Internet Movie Database.

### Récompenses
| Année                                       | Cérémonie ou récompense                  | Prix            | Lauréat(es) |
| ------------------------------------------- | ---------------------------------------- | --------------- | ----------- |
| 2005                                        |                                          |                 |             |
| AFI Awards                                  | Meilleur film                            | Kinsey          |             |
| New York Film Critics, Online               | Meilleur film                            | Kinsey          |             |
| GLAAD Media Awards                          | Meilleur film                            | Kinsey          |             |
| Directors Guild of Great Britain            | Meilleur réalisateur                     | Bill Condon     |             |
| Glitter Awards                              | Meilleur second rôle secondaire masculin | Peter Sarsgaard |             |
| Chlotrudis Awards                           | Meilleur second rôle secondaire masculin | Peter Sarsgaard |             |
| Irish Film and Television Awards            | Meilleur acteur                          | Liam Neeson     |             |
| Los Angeles Film Critics Association Awards | Meilleur acteur                          | Liam Neeson     |             |
| Glitter Awards                              | Meilleure actrice                        | Laura Linney    |             |
| Florida Film Critics Circle Awards          | Meilleure actrice dans un second rôle    | Laura Linney    |             |
| National Board of Review, USA               | Meilleure actrice dans un second rôle    | Laura Linney    |             |
| New York Film Critics Online                | Meilleure actrice dans un second rôle    | Laura Linney    |             |
| Phoenix Film Critics Society Awards         | Meilleure actrice dans un second rôle    | Laura Linney    |             |

## Autour du film
- Le père de Laura Linney (Clara, la femme du docteur Kinsey dans le film), Romulus joue dans le film.
- The Kinsey Report: Sex on Film est un documentaire américain de Keith Clark qui est le making off du film Dr Kinsey. Ce making-off figure dans le DVD du film.